# Forêts mixtes des Balkans
Localisation
Les forêts mixtes des Balkans forment une écorégion terrestre définie par le Fonds mondial pour la nature (WWF), qui recouvre la partie orientale de la péninsule des Balkans. Elles appartiennent au biome des forêts de feuillus et forêts mixtes tempérées dans l'écozone paléarctique.

## Galerie

Paysages de la forêt mixte des Balkans
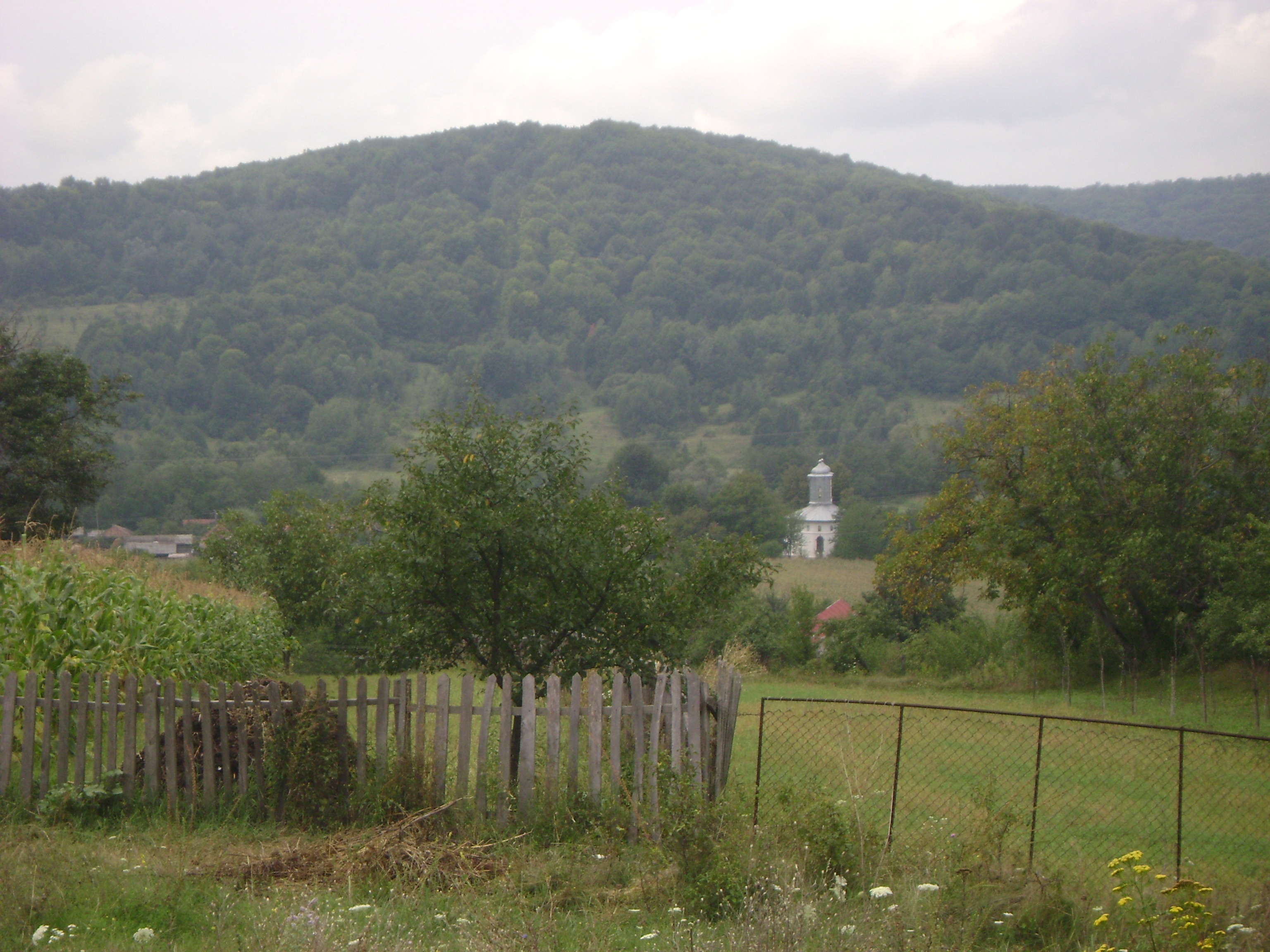
Județ de Vâlcea, Roumanie, 2009
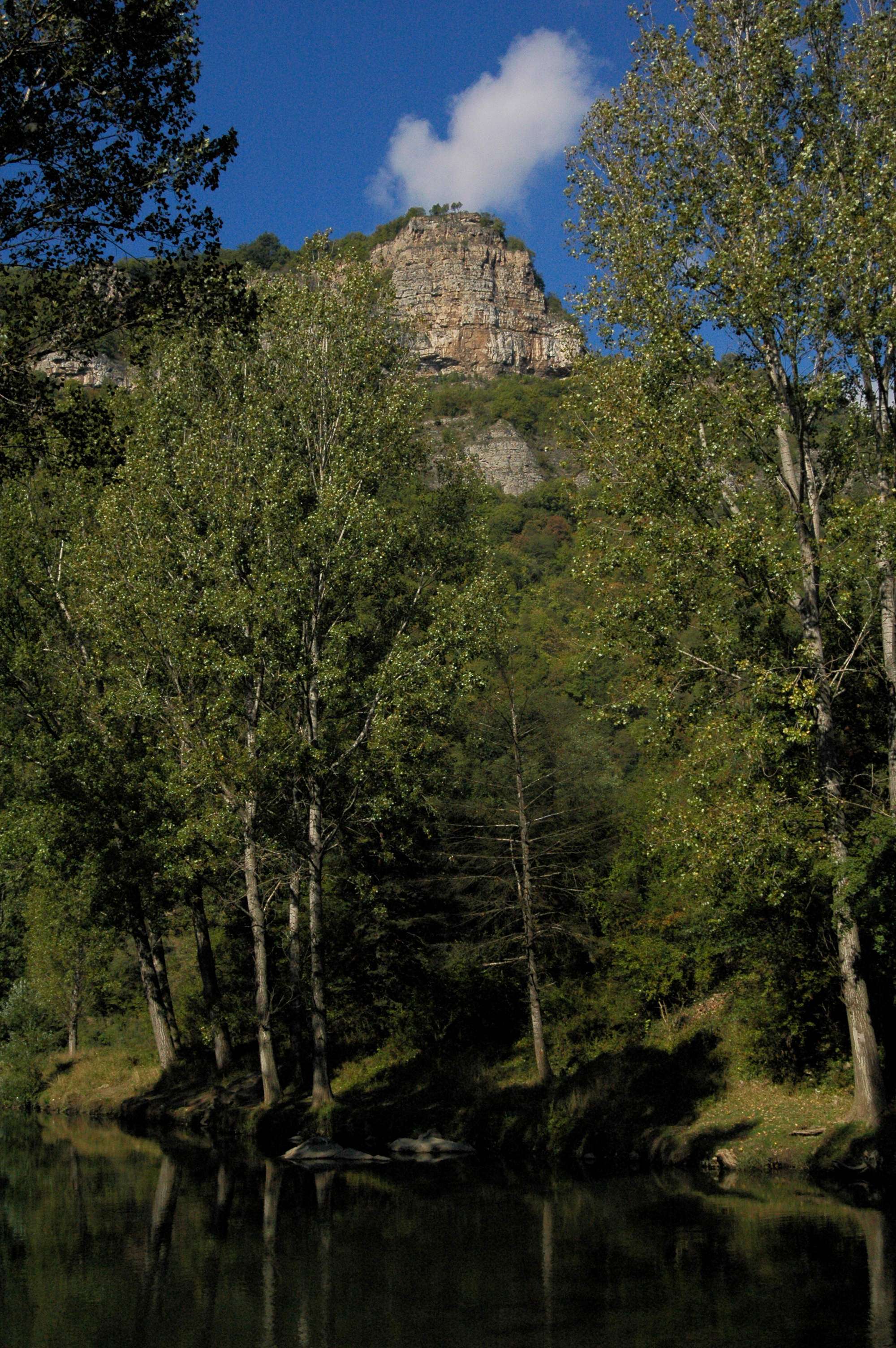
Gorge de l'Iskar, Bulgarie, 2015
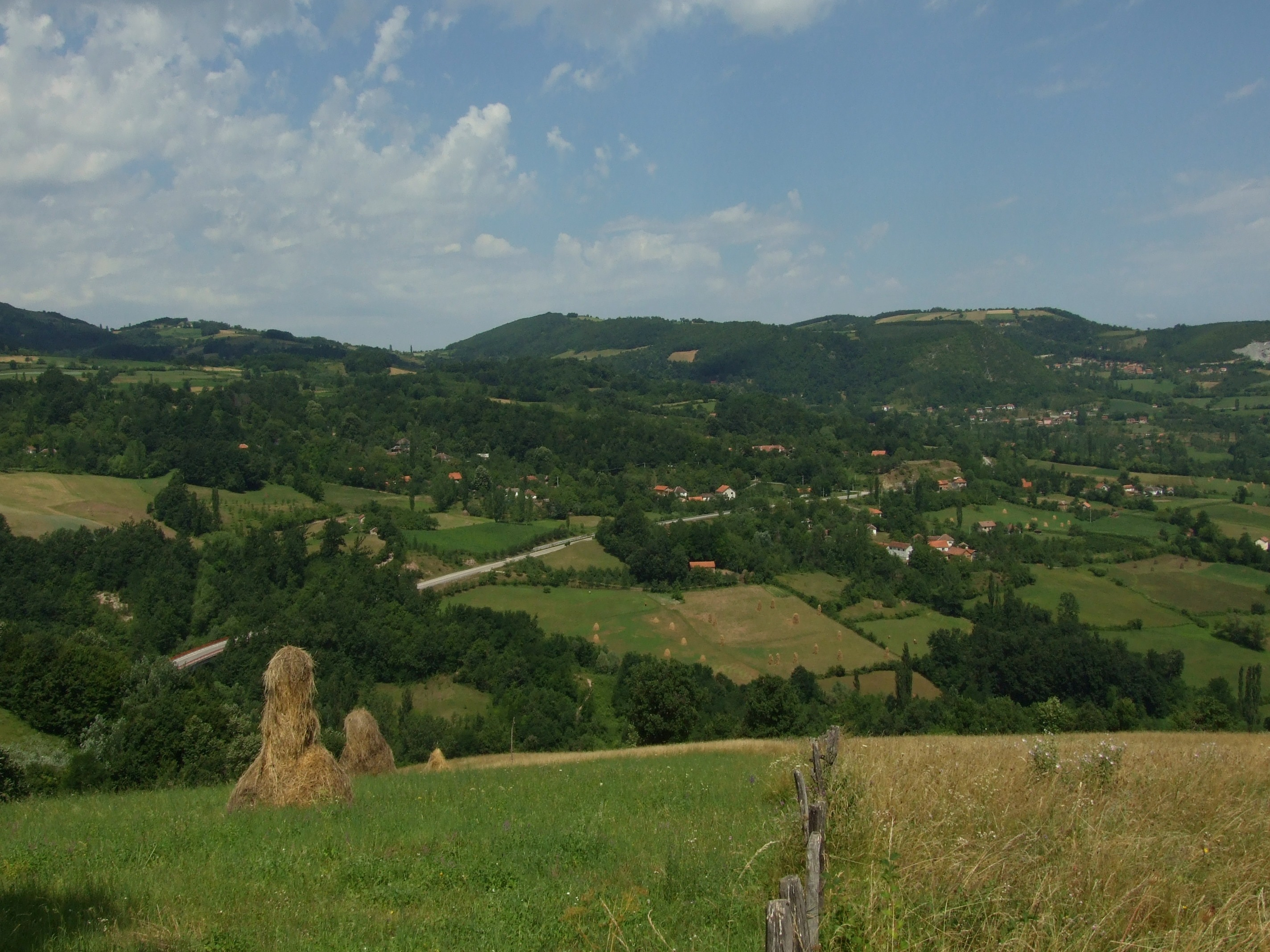
District de Kolubara, Serbie, 2010
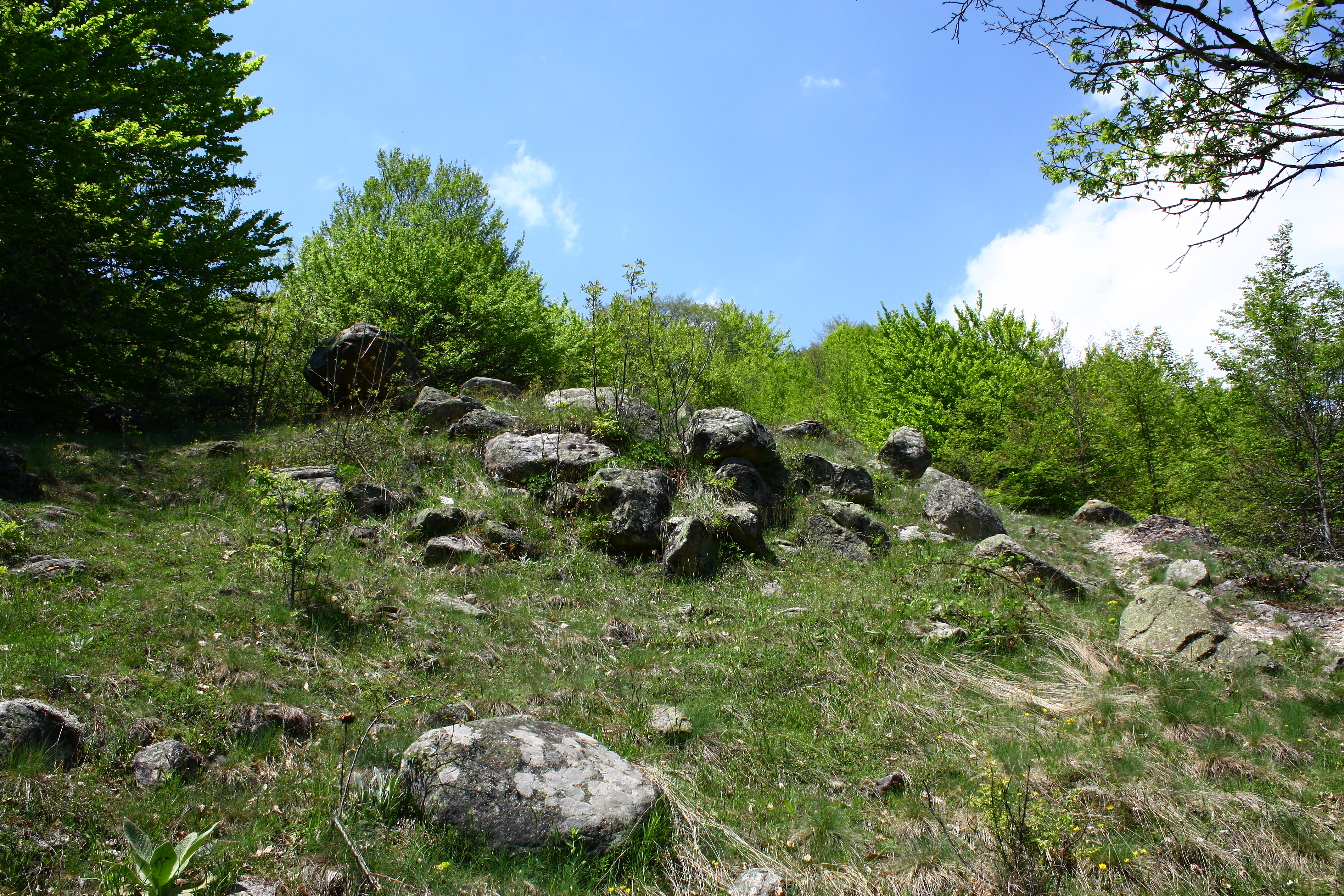
Polog, Macédoine du Nord, 2010